# Pèire Bèc
|  | No s'ha de confondre amb Sèrgi Bec. |

Pèire Bèc   (18è districte de París, 11 de desembre de 1921 - Poitiers, 30 de juny de 2014) fou un poeta i lingüista occità. Ha estat un dels principals especialistes en lingüística romànica i occitana del segle xx.

## Biografia
Nascut a París, passà la infantesa a Comenge, on hi va aprendre l'occità. Fou deportat a Alemanya del 1943 al 1945 i en tornar estudià a París, on es doctorà el 1959. També hi fou un dels fundadors de l'Institut d'Estudis Occitans, del qual en va ser president des del 1961.
Va ser professor titular de la universitat de Poitiers i director adjunt del Centre d'Études Supérieures de Civilisation Médiévale, també de Poitiers. Se'l considera un dels principals especialistes en dialectologia de la llengua d'oc i literatura occitana medieval, activitat compartida per l'acció occitanista, la recerca filològica i la creació literària. Com a romanista era també especialista en estudis literaris medievals, tasques que va desenvolupar des de la Universitat de Poitiers, on va exercir de professor fins a la jubilació el 1989. Va compaginar l'activitat científica i literària amb l'acció occitanista. El 1945 va ser un dels fundadors de l'Institut d'Estudis Occitans (IEO), organisme que va presidir del 1962 al 1980, i va col·laborar amb nombroses publicacions com Cahiers de Civilisation Médiévale, Revue de Linguistique Romane, Estudis Romànics, Òc, etc.
Va ser autor de nombroses obres, entre les quals destaquen el seu Manual pràctic de filologia romànica (1973) o La llengua occitana (1963), encara avui obres de referència bàsica. Com a occitanista també va ser un dels primers lingüistes que va impulsar als anys 70 l'establiment de l'occità estàndard o referencial, sobre bases científiques i filològiques, com la grafia clàssica establerta per Loïs Alibert (1935), al costat d'autors com Robèrt Lafont o Jacme Taupiac.
El 1982 formà part de la Comissió de Normalització Lingüística de l'Aranès, amb Jaume Taupiac i Miquel Grosclaude, els quals establiren unes normes lingüístiques oficialitzades el 1983 i que seguien les indicacions donades per l'IEO respecte al gascó.
El 25 d'octubre de 2010, Pèire Bèc fou designat com a guanyador del Prèmi Robèrt Lafont, instituït aquell mateix any, per "la defensa, projecció i promoció de la llengua occitana".

## Obres

### Literatura
- Petite anthologie de la lyrique occitane du Moyen Âge (1954)
- Les saluts d'amour du troubadour Arnaud de Mareuil (1961)
- La langue occitane (1963; en català, La llengua occitana, 1977, traducció de Jem Cabanes, Ed. 62)
- Manuel pratique de Philologie romane (1969)
- Burlesque et obscénité chez les troubadours (1984)
- Chants d'amour des femmes troubadours (1995)
- Au briu de l'estona (1955) poesia
- Sonets barròcs entà Iseut (1979) poesia
- Lo hiu tibat (1978) novel·la
- Sebastian (1980) novel·la
- Raconte d'una mort tranquilla (1993) narració
- Contes de l'unic (1977) narració

### Lingüística
- Manuel pratique d'occitan moderne (Picard, 1973; 2a edició, 1983)

- Manuel pratique de philologie romane (Picard, 1970 (vol. 1), 1971 (vol. 2) - reedició, 2000)

- Les Interférences linguistiques entre gascon et languedocien dans les parlers du Comminges et du Couserans (PUF, 1968): Essai d'aréologie systématique.

## Premis i reconeixements
- 2010 - Prèmi Robèrt Lafont[3]